# 김응수 교지 및 고문서 일괄
김응수 교지 및 고문서 일괄(金應秀 敎旨 및 古文書 一括)은 대한민국 경상남도 산청군에 있는 조선시대의 공문서이다. 2014년 3월 20일 경상남도 문화재자료 제581호로 지정되었다.

## 지정 사유
김응수 증직 교지는 1624년(인조 2) 이괄(李适)의 난을 평정하는 데에 참여하여 공로를 세운 절충장군(折衝將軍) 행(行) 용양위부호군(龍驤衛副護軍) 김응수(金應秀)를 가선대부(嘉善大夫) 병조참판(兵曹參判) 겸(兼) 동지의금부사(同知義禁府事) 훈련원도정(訓練院都正)에 증직한다는 공문서이다.
숙부인 정씨 추증 교지는 남편 김응수가 가선대부 병조참판 겸 동지의금부사 훈련원도정으로 증직됨에 따라 숙부인(淑夫人) 정씨(鄭氏)도 법전에 의거해 정부인(貞夫人)으로 추증한다는 공문서이다.
김응수의 증직과 정려에 관한 예조입안은 김응수(金應秀)의 충효를 포상하여 1867년 병조참판(兵曹參判)에 증직하고 1868년 정려를 내렸으며 후손가에게 제반 잡역을 면제하도록 한 일을 예조에서 증명한 공문서이다.
우담집(愚潭集)은 필사본 2책으로, 저자인 김상도(金尙禱, 1781-1851)의 시문뿐만 아니라, 순조비 순원왕후의 회갑 관련 공문서, 헌종의 장례 관련 기록, 팔도민결도총, 삼남민결합, 조선물화일본거기, 일본물화조선래기 등 당시의 공적 문서와 사적 기록이 실려 있다.
호산집(壺山集)은 필사본 1책으로저자 김종호(金鍾皥, 1831-1907)가 지은 시문뿐만 아니라, 선조 김응수의 증직에 관한 기록, 부친 김상도와 풍고 김조순이 창수한 한시 작품 등 당시 경상남도 지역에서 활동한 인물 및 관련 사건들이 실려 있다.
이처럼 김응수의 증직 교지 2점과 그의 처 정씨 추증 교지 2점 및 김응수의 증직과 정려에 관한 예조입안은 경상남도에서 활동한 인물 및 사건에 관한 공적 자료로서 의미를 가진다. 김응수의 후손이 편찬한 󰡔우담집󰡕과 󰡔호산집󰡕에는 저자 김상도와 김종호의 생존시기 동안 산청 지역을 중심으로 한 지역사 및 지역사와 국사에 연관되는 여러 사실과 시문이 남아 있는바, 아직 간행되지 않았으므로 보존과 전파 및 연구를 위하여 이 4종의 고문서를 일괄하여 경상남도 문화재자료로 지정하였다.

## 참고 자료
- 김응수 교지 및 고문서 일괄 - 국가유산청 국가유산포털